# Al-Gharraf
Al-Gharraf (arab. الغراف) – miasto w Iraku, w muhafazie Zi Kar. W 2009 roku liczyło 39 624 mieszkańców.